# Josef Breuer

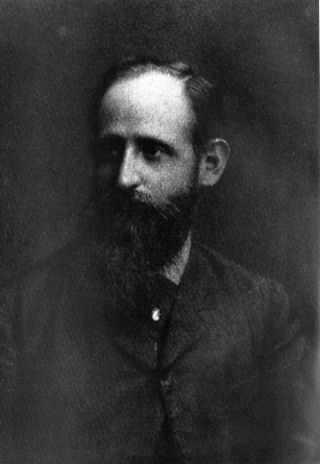
Josef Breuer

Josef Breuer (Wenen, 15 januari 1842 - aldaar, 20 juni 1925) was een arts en filosoof uit Wenen en een van de grondleggers van de psychoanalyse.
In 1868 publiceerde hij een onderzoek naar de reflexmatige werking van de ademhaling. Mede door dit onderzoek kreeg de medische wetenschap een betere kijk op de relatie tussen de longen en het zenuwstelsel. De reflex van de longen wordt soms nog de Hering-Breuerreflex genoemd.
Een bekend geworden patiënte van Breuer was Anna O.. Zij leed aan hysterie en Breuer behandelde haar door haar als therapie over haar ervaringen te laten vertellen. Dit werd psychoanalyse genoemd. Zijn collega Sigmund Freud nam de meeste van Breuers theorieën over. Over de resultaten van deze behandeling werd altijd volgehouden dat Anna O. genezen was. Later onderzoek naar de persoon achter Anna O. toonde dat ze na de 'behandeling' opnieuw meermaals in psychiatrische behandeling is gegaan.
De bekendste werken van Breuer zijn Über den psychischen Mechanismus hysterischer Phänomene (1893) en Studien über die Hysterie (1895) dat hij samen met Freud schreef.
- Bibsys: 90165875
- Bibliothèque nationale de France: cb121998643 (data)
- Catàleg d'autoritats de noms i títols de Catalunya: 981058517394506706
- CiNii: DA00673511
- Gemeinsame Normdatei: 118515225
- International Standard Name Identifier: 0000 0001 1069 0912
- Library of Congress Control Number: n50045916
- Bibliotheek van het Japanse parlement: 00946710
- Nationale Bibliotheek van Tsjechië: jn20000700235
- Nationale bibliotheek van Australië: 35021722
- Nationale Bibliotheek van Israël: 987007259053805171
- Nationale Bibliotheek van Polen: a0000001060115
- Nederlandse Thesaurus van Auteursnamen: 070346674
- Réseau des bibliothèques de Suisse occidentale: 02-A013634742
- Istituto Centrale per il Catalogo Unico: RAVV079308
- SNAC: w6tb3vsh
- Système universitaire de documentation: 030933692
- Trove: 795865
- Virtual International Authority File: 68976881
- WorldCat: E39PBJgCGfYTry8bGvxg8K8XBP